# جشن (آلبوم توایس)
جشن (انگلیسی: Celebrate) چهارمین آلبوم استودیویی ژاپنی (و هفتمین آلبوم کلی) از گروه دخترانهٔ اهل کره جنوبی، توایس است. این آلبوم در در ۲۷ ژوئیهٔ ۲۰۲۲ توسط وارنر میوزیک ژاپن منتشر شد. این آلبوم شامل ۹ قطعه است؛ از جمله تایتل ترک «جشن» و تک‌آهنگ منتشرشدهٔ پیش از آلبوم به نام «دونات». همچنین قطعهٔ «فقط خودت باش» نیز در این آلبوم گنجانده شده که پیش‌تر در ۲۲ مارس ۲۰۲۲ به صورت دیجیتالی منتشر شده و در تبلیغات محصولات مراقبت از موی برند لوکس ژاپن با حضور اعضای توایس مورد استفاده قرار گرفته بود.

## جدول‌های موسیقی
| جدول (۲۰۲۲)                       | بالاترین جایگاه |
| --------------------------------- | --------------- |
| آلبوم‌های ژاپنی (اوریکون)          | ۲               |
| آلبوم‌های ترکیبی ژاپنی (اوریکون)   | ۲               |
| آلبوم‌های داغ ژاپنی (بیلبورد ژاپن) | ۲               |

| جدول (۲۰۲۲)              | بالاترین جایگاه |
| ------------------------ | --------------- |
| آلبوم‌های ژاپنی (اوریکون) | ۵               |

| جدول (۲۰۲۲)                       | جایگاه |
| --------------------------------- | ------ |
| آلبوم‌های ژاپنی (اوریکون)          | ۳۴     |
| آلبوم‌های داغ ژاپنی (بیلبورد ژاپن) | ۳۵     |

## گواهی‌نامه‌ها
| منطقه                             | گواهی | واحد گواهی‌شده/فروش |
| --------------------------------- | ----- | ------------------ |
| ژاپن (آرآی‌ای‌جی)                   | طلا   | ۱۰۰٬۰۰۰^           |
| ^ رقم توزیع تنها بر پایهٔ گواهی‌ها. |       |                    |

## تاریخچه انتشار
| منطقه | تاریخ          | فرمت(ها)              | نسخه         | ناشر                  | منابع  |
| ----- | -------------- | --------------------- | ------------ | --------------------- | ------ |
| مختلف | ۲۷ ژوئیه ۲۰۲۲  | دانلود دیجیتال استریم | نسخه نرمال   | یونیورسال میوزیک ژاپن | [ ۹ ]  |
| ژاپن  | ۲۷ ژوئیه ۲۰۲۲  | سی‌دی                  | نسخه نرمال   | یونیورسال میوزیک ژاپن | [ ۱۰ ] |
| ژاپن  | ۲۷ ژوئیه ۲۰۲۲  | سی‌دی + دی‌وی‌دی         | نسخه محدود A | یونیورسال میوزیک ژاپن | [ ۱۱ ] |
| ژاپن  | ۲۷ ژوئیه ۲۰۲۲  | سی‌دی                  | نسخه محدود B | یونیورسال میوزیک ژاپن | [ ۱۲ ] |
| ژاپن  | ۲۸ دسامبر ۲۰۲۲ | وینیل                 | نسخه محدود   | یونیورسال میوزیک ژاپن | [ ۱۳ ] |